# Sylvie Brunet (femme politique)
Pour les articles homonymes, voir Sylvie Brunet et Brunet.
Sylvie Brunet, née le 12 mars 1959 à Versailles, est une femme politique française. Membre du Mouvement démocrate (MoDem), elle est députée européenne de 2019 à 2024.

## Situation personnelle
Sylvie Brunet naît en 1959. Ses parents sont militants socialistes, l'un de ses grands-pères est ouvrier et l'une de ses grands-mères est communiste. Son frère Stéphane Richard est nommé PDG d'Orange en 2011. Dans sa jeunesse, elle est rocardienne, adepte des « Clubs convaincre », et milite à Amnesty International.

## Parcours professionnel
Sylvie Brunet suit une spécialisation en droit européen à Aix-en-Provence, puis à Paris. Après un DESS en gestion des ressources humaines, Sylvie Brunet exerce différentes fonctions dans le domaine des ressources humaines, de la formation et de la communication interne, chez Bull à Paris puis chez Gemplus, où elle est directrice des ressources humaines (DRH) et directrice de la formation et la communication interne de 1992 à 2002. Elle continue sa carrière dans une activité de conseil avant de rejoindre le secteur public en tant que DRH de l’agglomération de Toulon.
En 2006, Sylvie Brunet devient directrice des affaires sociales du groupe Onet pour coordonner les politiques sociales du groupe ; elle reste à ce poste jusqu’en 2011. Après une année d’activité de conseil au sein de la société ALIXIO (conseil en stratégie sociale, management du changement et communication), Sylvie Brunet rejoint le corps enseignant de Kedge Business School jusqu'en 2020. Elle y co-dirige une chaire « Bien-être et travail ».

## Parcours politique
Sylvie Brunet est conseillère municipale de 1995 à 2008, conseillère communautaire au sein de Marseille Provence Métropole chargée des Transports, du Développement économique et de l’Emploi.
Elle est présidente de la section travail et emploi du conseil économique, social et environnemental de décembre 2015 à juin 2019, en tant que personnalité qualifiée, après avoir siégé au cours d’un premier mandat au titre de ce même groupe de 2010 à 2015, à la section travail et emploi et à la délégation aux droits des femmes et à l’égalité dont elle est vice-présidente. Elle y est co-auteure en 2012 avec Maryse Dumas d’une étude « Bilan de l’application des dispositifs promouvant l’égalité professionnelle entre femmes et hommes » et auteure en 2013 d’un rapport « La prévention des risques psychosociaux ».
En 2015, elle s'encarte au Mouvement démocrate (MoDem). Elle siège dans son Conseil national depuis 2015 et a intégré son Bureau exécutif en 2022.
Investie par l'alliance LREM-MoDem aux élections législatives 2017 dans la 9e circonscription des Bouches-du-Rhône, Sylvie Brunet est battue par le député LR sortant, Bernard Deflesselles (49,3% contre 50,7%).
Nommée en octobre 2017 présidente de la concertation sur l’apprentissage par la ministre du Travail, Muriel Pénicaud, Sylvie Brunet a restitué le rapport issu de cette concertation le 30 janvier 2018.
Candidate en onzième position sur la liste LREM-MoDem-Agir aux élections européennes de 2019, elle est élue au Parlement européen. Après le scrutin, elle devient vice-présidente du groupe parlementaire Renew Europe. Elle se définit alors comme centriste, mais avec « le cœur à gauche » et siège dans les commissions de l'emploi et des affaires sociales ainsi que des droits de la femme et l'égalité des genres.
Elle devient en novembre 2019 membre de la présidence du Parti démocrate européen. 
Elle est rapporteure en 2021 du texte sur « les conditions de travail,les droits et une protection sociale justes pour les travailleurs des plateformes-nouvelles formes d’emploi liées au développement numérique » et participe au nom du groupe Renew Europe, au travail parlementaire sur la directive Transparence des rémunérations dans l’UE de 2023 ainsi que la directive sur la lutte contre la violence à l’égard des femmes et la violence domestique de 2024. 
Elle est nommée représentante du Parlement européen au sein du Conseil d'orientation pour l'emploi par décret du 25 octobre 2019. 
Sylvie Brunet est également élue conseillère municipale à Cassis dans l’équipe « Cassis un cap sur l’avenir » en mars 2020.
Elle est vice-présidente de la Mission locale de Marseille depuis 2020.

## Distinctions
Sylvie Brunet est nommée chevalier de l'ordre national du mérite en 2009 et chevalier de l'ordre de la Légion d'honneur en 2015.